# 高悠也
髙 悠也（たか ゆうや、1993年9月27日 - ）は、日本のラグビー選手。

## プロフィール
- 群馬県前橋市出身。
- ポジションはウィング(WTB)。
- 身長 176cm、体重 90kg
- ニックネームはタカ。
- U19日本代表に選ばれたことがある[1]。
- 学生セブンス日本代表に選ばれたことがある[2]。

## 略歴
7歳からラグビーを始めた。
2012年、明和県央高校卒業後、中央大学商学部に入学する。
2015年、中央大学ラグビー部のBKリーダーに就任した。
2016年、中央大学卒業後、NTTコミュニケーションズシャイニングアークスに加入。
2018年、NTTコミュニケーションズシャイニングアークスを退団した。